# M. B. Brozon
M. B. Brozon es el nombre artístico de Mónica Beltrán Brozon (Ciudad de México, 1970), escritora mexicana de literatura infantil y juvenil.

## Biografía
M. B. Brozon nació el 14 de abril de 1970 en la Ciudad de México. Estudió comunicación en la Universidad Iberoamericana y, después, de 1996 a 1997, el diplomado en Creación Literaria en la Escuela de Escritores de la Sociedad General de Escritores de México (Sogem), donde descubrió su verdadera vocación por chiflar pajaritos.
En 1996 inició su carrera, cuando ganó el premio de literatura infantil El Barco de Vapor de la Fundación SM con la novela ¡Casi medio año! En 1997 ganó el premio A la Orilla del Viento, del Fondo de Cultura Económica, con el libro Odisea por el espacio inexistente. Obtuvo nuevamente el Premio El Barco de Vapor en 2001 con Las princesas siempre andan bien peinadas. En 2007 ganó el Premio Nacional de Cuento Infantil Juan de la Cabada con el libro Memorias de un amigo casi verdadero. Un año después, obtuvo el Premio Gran Angular de Ediciones SM con la novela 36 kilos. En 2010 su obra Muchas gracias, señor Tchaikovsky fue finalista del Premio Norma-Fundalectura. 
Además de cuentos y novelas para niños, ha escrito guiones para cine y radio. Fue directora de la rama de Literatura en la Sogem de 2006 a 2010. También impartió la clase de literatura infantil hasta 2016. 
Ha participado en numerosas antologías, como Siete habitaciones a oscuras y Otras siete habitaciones a oscuras, ambas publicadas en la colección Torre de papel de Editorial Norma, y Cuentos del derecho (y del revés), publicada por Ediciones SM. 

## Libros
- ¡Casi medio año! (1997)
- Godofredo (1999)
- Famosas últimas palabras (2000)
- Odisea por el espacio inexistente (2000)
- Las princesas siempre andan bien peinadas (2001)
- Historia sobre un corazón roto...y tal vez un par de colmillos (2002)
- Un ángel en la azotea y otros cuentos de navidad (2003)
- J.J Sánchez y el último sábado fantástico (2003)
- J.J Sánchez y la turbulenta travesía del alacrán (2004)
- Bolita (2002)
- Oídos en el rincón (2010)
- La abuela y el cuento del huevito (2005)
- J.J Sánchez y el cocodrilo que lloró de noche (2006)
- Alguien en la ventana (2006)
- El vértigo (2006)
- Rey por un rato (2007)
- Memorias de un amigo casi verdadero (2007)
- 36 kilos (2008)
- 500 años después de una larga siesta (2009)
- Ruidos en la panza (2009)
- Muchas gracias, señor Tchaikovsky (2010)
- De Drácula a Madero. Viaje todo incluido a la Decena Trágica (2011)
- Dead doll (2013)
- Vengadora (2016)
- Sombras en el arcoíris (2017)
- Totó (2019)

## Colaboraciones en antologías
- Siete habitaciones a oscuras (2007)
- Boleto al infierno (viaje sencillo) (2009)
- Los derechos de los niños no son cuento (2009)
- Siete cuentos muy cochinos (2010)
- Cuentos capitales (2012)
- Otras siete habitaciones a oscuras (2014)
- Cumpleaños (2015)
- Fiesta (2015)
- Acosad@s (2018)

## Premios y reconocimientos
- 1996 - Premio de Literatura Infantil El Barco de Vapor México, de la Fundación SM
- 1997 - Premio A la Orilla del Viento, del Fondo de Cultura Económica
- 2001 - Premio de Literatura Infantil El Barco de Vapor México, de la Fundación SM
- 2007 - Premio Nacional de Cuento Infantil Juan de la Cabada
- 2008 - Premio Gran Angular México, de la Fundación SM